# Zsidó Jövő
Zsidó Jövő – irodalmi és társadalmi havi folyóirat, Szatmárnémetiben jelent meg 1930-1940 közt, a Frischmann család tagjainak szerkesztésében.

## Története
Első hét évfolyama a zsinagógai évhez igazodott, s az 5691. évvel, azaz az 1930. szeptember–októberi számmal indult és az 1931. augusztus–szeptemberivel zárult. A II. évfolyam csak 10, a III. és IV. évfolyam 8 számból, az V. évfolyam újra 12 számból, a VI. évfolyam ismét 8 számból állt. A VII. évfolyamjelzéssel mindössze 3 száma jelent meg, ekkor a megjelenést a polgári naptárhoz igazították, s a VIII. évfolyamot 1937-re adták ki, majd ennek megfelelő a folytatás is: az utolsó az 1940. június–júliusi szám volt. A lapszám csak az első három évfolyamon van feltüntetve, utána a megjelenési hónap nevét írják ki. Kaotikus az oldalszámozás is: a II–III., majd a IV–IX. évfolyamot folyamatosan számozzák, az utolsó két évfolyam külön-külön számozott. Az utolsó évfolyamon a Viitorul Evreesc román cím is olvasható.
Az első számtól a felelős szerkesztő Frischmann Dezső orvos, a társszerkesztő Frischmann Henrik. A II. évf. 4. számtól (1932. január) az előbbi főszerkesztő, az utóbbi felelős szerkesztő, mellettük felelős kiadó Frischmann Miksa, a lap budapesti megbízottja Frischmann Mózes fogorvos. A VI. évf. 4. számától (1936. február) Frischmann Henrik az egyedüli szerkesztő, egészen a VIII. évf. 4. (1937. június) számáig, akkor újra Frischmann Dezső, Henrik és Miksa szerepel a korábbi tisztségekben. A IX. évfolyam utolsó (1938. szeptember–október) számától a megszűnésig Frischmann Henrik az egyedüli szerkesztő és kiadó. Ugyancsak e számtól az addigi rajzolt címlap is megváltozik.
Az első szám vezércikke leszögezi: „A zsidó jövőhöz az út az ősi hiten keresztül vezet! Ha meg akarjuk menteni a zsidó jövőt, térjünk vissza az ősi, hamisítatlan zsidósághoz!”, majd így folytatja: „Irodalmi programunk hozzá alkalmazkodik eszmei célkitűzéseinkhez. A Zsidó Jövő emelkedett szellemű cikkek tárháza akar lenni. Konstruktív irodalmat akarunk adni, zsidó szellemiséggel átitatott ünnepi írásokat, melyeknek minden sorából kicsendüljön a Tanítás és az anyag bilincseiben vergődő lélek magasság-keresése.” A lap szellemi irányítója eleinte Krausz Mór gyergyószentmiklósi főrabbi, s ennek megfelelően az ortodox irányzathoz állnak közel. Az első évfolyam az akkoriban fellendülő „Somré Sábbósz” (Őrizzétek a szombatot) mozgalom erdélyi szócsöve: egyes neológ körök vasárnap-ünneplése ellen és a szombat-szentség állami elismeréséért küzdöttek. A későbbi évfolyamokban a vallásos-ortodox jelleg háttérbe szorult.
A két szerkesztő szabad verseket, prózát is ír és fordít. Az erdélyi–bánáti munkatársak ortodox szellemiségű zsidó értelmiségiek, írók s néhány rabbi: szépirodalmat közöl Balkányi Kohn Jicchák, Fekete Tivadar, Markovits Rodion, Szabó Imre. A legszorgalmasabb fordító Löwnkopf Kálmán orsovai rabbi; Feldmann Sámuel nagyszentmiklósi rabbi tanulmányokkal, elmélkedésekkel, Krausz Mór vallásos fejtegetésekkel szerepel. A marosvásárhelyi hitközségi elnök, Gábel Sándor és Fleischer Lipót temesvári líceumi tanár tanulmányokkal tűnik ki. Az utóbbi állandó rovata a Válaszok és magyarázatok, melyben a zsidó vallásra és történelemre vonatkozó olvasói kérdésekre válaszol. Stern Mór szatmári hitközségi ügyész, a város zsidóságának történetírója tanulmányokkal és versekkel is jelentkezik.
A szerkesztők állandó kapcsolatban állottak a magyarországi és felvidéki magyar zsidó körökkel. Barát Endre, Csermely Gyula, Emőd Tamás, Fekete Péter, Fleischer Zsigmond, Hajnal László, Izsák Arnold, Kóbor Tamás, Peterdi Andor és felesége, Várnai Zseni, Révész Béla, Sólyom Salamon Lajos, Somlyó Zoltán, Ujvári Péter verset, prózát közölnek, Fischer Fülöp sárospataki főrabbi, Krämer Béla tanulmányokat. Figyelemre méltóak Bálint Rezső festőművész cikkei a zsidó művészekről.
A világirodalom legnagyobb zsidó származású vagy éppen héber-jiddis írói fordítások révén szerepelnek a lapban: Sámuel Joszef Ágnon, Schalom Asch, Slomo Askenázi, Chaim Nachman Bialik, Lion Feuchtwanger, Jichak Lejb Perec, Morris Rosenfeld, Sólem Aléchem, Jehuda Steinberg, Joseph Tunkel[er], Franz Werfel, Arnold Zweig.
A lapnak többé-kevésbé rendszeresen jelentkező rovatai: Könyvek birodalma (könyvismertetések), Gyermekrovat, Zsidó ifjúság, Zsidó nő, Fejek. Ez utóbbi jeles zsidó személyiségek életpályáját idézi fel, a Zsidó világ híranyagot, érdekességeket közöl.
Folytatásos regényeket is közreadnak. A magyarországi Mészáros Fleischer Zsigmondnak Az ötödik fiú c. ifjúsági regényét tizennyolc folytatásban teszik közzé (II–IV. évf.), majd könyv alakban is megjelentetik. Frischmann Dezső Anyám c. regényéből részleteket adnak (IV. évf.), s talán ezt is megjelentetik (vö. V. évf. 160). Az utolsó előtti évfolyamban Fischer Joel dévai főrabbi regényét hozzák, a címe: Majd megvirrad már.
Mind a magyarországi, mind pedig az erdélyi zsidóság kiemelkedő személyiségeinek s különösen a lap munkatársainak a haláláról megemlékeznek, 1933 nyarától pedig egyre többet foglalkoznak a németországi, majd az európai zsidóság sorsával. 1939-ben már Letelepülési lehetőségek a zsidóság számára címmel azt mutatják be, hogy 14 Európán kívüli országban hogyan viszonyulnak a zsidók befogadásához. Az utolsó előtti szám vezércikkében a szerkesztő, Frischmann Henrik Meddig tarthat még az éjszaka? címmel buzdít kitartásra.
A lap kiadásában jelent meg a Frischmann Henrik szerkesztette Zsidó antológia (Szatmárnémeti, 1936).